# Ornikar
Pour l’article ayant un titre homophone, voir Ornicar.
Ornikar est la marque commerciale d'une auto-école en ligne, fondée en 2013. Agréée préfectoralement, elle permet de réviser le code de la route partout en France et de réserver des leçons avec des professionnels de la conduite disposant du diplôme d’État du titre professionnel enseignant de la conduite et de la sécurité routière, anciennement BEPECASER. 

## Concept
Le permis de conduire est l'examen le plus passé en France avec 1 million de candidats chaque année. Ornikar est arrivé sur ce marché en proposant une formation au code de la route, ainsi que la possibilité de réserver des leçons de conduite à un coût plus faible.

## Histoire
En 2014 et 2015, la société reçoit une attention médiatique dans la presse nationale et internationale (Libération, Le Monde, BBC News, New York Times...) en raison de l’attaque des syndicats d’auto-écoles et, plus généralement, des débats sur la réforme des professions réglementées et la libéralisation de la formation au permis de conduire. 
La société est notamment financée par les entrepreneurs Xavier Niel, Marc Simoncini et Jacques-Antoine Granjon.
Avec 200 000 élèves, l'entreprise déclare représenter 20 % du marché du permis de conduire en 2018. En 2020, ce sont 420 000 élèves qui se sont formés au code de la route avec Ornikar.
Ornikar propose une assurance jeune conducteur depuis le 10 septembre 2020,,, qui s’est élargie à tous les types de conducteurs en juin 2021.

### Réaction des syndicats
Alors qu'elle n'a que 3 mois d'existence et n'a encore commercialisé aucun service, Ornikar reçoit le 10 avril 2014 une ordonnance en réferé pour concurrence déloyale de la part des syndicats de gérants d'auto-écoles (Unic, Mobilians(ex CNPA) , CNSR, FNEC, Unidec, Unisdeca).
Finalement, le tribunal de commerce déboutera les plaignants le 9 juin 2014, estimant que l'activité d'Ornikar ne constituait pas un trouble manifestement illicite.

### Délivrance de l'agrément
En décembre 2015, Ornikar est condamnée à interrompre ses activités de conduite jusqu’à l’obtention d’un agrément préfectoral, la Cour d'appel estimant que les accompagnateurs n'étaient pas bénévoles,. L'agrément est finalement accordé en mars 2016 par le préfet de Loire-Atlantique.

### Premières levées de fonds et développement de l'entreprise
L'entreprise a réalisé en novembre 2014 une première levée de fonds d'1,5 million d'euros auprès de Partech Ventures et d’Elaia Partners, une seconde en mars 2018 de 10 millions d'euros auprès d'Idinvest Partners (en), Partech Ventures, Elaia Partners et Brighteye Ventures et une troisième en juillet 2019 de 35 millions d'euros auprès d'Idinvest Partners, Brighteye Ventures et Bpifrance Large Venture pour accélérer son déploiement en France et en Europe, notamment en Allemagne et en Espagne.
Ces levées de fonds ont permis à l'entreprise d'agrandir sa couverture du territoire en proposant des leçons de conduite dans plus de 300 villes françaises, de lancer ses premières campagnes d'affichage dans le métro parisien et de renforcer sa visibilité avec une campagne TV nationale.
En 2018, sur 18 mois, l'entreprise indique enregistrer une croissance moyenne de 20 %, ce qui lui vaut d'apparaître dans des classements d'entreprises labellisées « French Tech »,,.
En avril 2021, Ornikar annonce une nouvelle levée de fonds de 100 millions d’euros qui voit l’arrivée au capital du fonds d’investissement KKR.